# 强制上环
强制上环是中国一些地方对产后妇女强制实施放置宫内节育器（上环）手术的计划生育政策。该政策被认为是一种对妇女人权的侵害。宫内节育器是一种避孕器械，通过刺激子宫内膜产炎症反应，使受精卵不能着床，来达到避孕的效果。据统计，宫内节育器是中国大陆的首要避孕措施，在所有避孕措施中使用率占54%，是避孕套的5倍多；中国大陆宫内节育器使用总人数达1亿3185万人，超过世界其他地区使用总人数的两倍。

## 历史
1982年至1983年钱信忠任国家计划生育委员会主任期间提出“一胎上环，二胎绝育”，创造了1983年一年放置宫内节育器1776万例的记录。虽然此后政策略有放松，但“一胎上环”的原则在许多地区延续至今。

## 现状
有些地方仍以法规形式要求妇女使用宫内节育器，例如2014年修订的《广东省人口和计划生育条例》仍然规定“已生育一个子女的育龄夫妇，女方首选使用宫内节育器；已生育二个以上子女的，一方首选结扎措施”。有些地方，在办理户口和孩子入学及独生子女证时，仍然需要计生部门出具已上环为证明。强制上环政策在农村地区比城市更普遍。在2014年以前中国大陆高校要求育龄教职员工上环，有些高校更明令禁止未经校计生部门允许擅自取环，并且计划生育在年终评标中占有一票否决地位。

## 争议
强制上环，被国际人权组织认为是一种对人权的侵犯。国际人权组织还把这种对公民生殖器官自主权的行政侵犯行为认为是极端不人道和野蛮的，并把这行为视为对人类文明的践踏和耻辱。钱信忠1983年9月获“人口奖”時表示:
中国目前的政策是控制人口增长率，同时提高生活品质 (...China's current policies are to bring its rate of population growth under control, while improving the quality of life... )
西奧多·威廉·舒爾茨的看法: 
公共政策导致杀害女婴的比例高得惊人 (...public policy is responsible for the appallingly high rate of female infanticide...).